# Удаление вен
Удаление вен (также Стриппинг вен)— это хирургическая процедура, проводимая под общим или местным наркозом для лечения варикозного расширения вен и других проявлений хронических венозных заболеваний . «Выдернутая» (извлеченная из-под кожи с помощью минимальных разрезов) вена — это обычно большая подкожная вена. Операция заключается в выполнении разрезов (обычно в паху и медиальной части бедра) с последующим введением в вену специальной металлической или пластиковой проволоки. Вену прикрепляют к проволоке, а затем вытягивают из тела. Разрезы зашиваются, и на область часто накладываются давящие повязки . 
Иногда  требуется пребывание в больнице в течение ночи, хотя в некоторых клиниках эту процедуру можно провести в дневном стационаре. Пациентам может быть рекомендовано избегать физической активности в течение нескольких дней или недель. Распространенным средством восстановления является давящая повязка с последующим ношением эластичных чулок. 

## Осложнения
Как и при любой операции, требующей анестезии, у пациентов могут возникнуть некоторые осложнения.
Некоторые риски включают в себя:
- Аллергические реакции
- Послеоперационное кровотечение
- Тромбоз глубоких вен и тромбоэмболия легочной артерии
- Повреждение нерва, приводящее к онемению или слабости в пораженной области
- Инфекция